# Pico Piedras Blancas
El Pico Piedras Blancas, conocido también como Misamán, es la montaña más alta de la Sierra La Culata en el Estado Mérida, y la quinta montaña más alta en Venezuela. Desde su cumbre y bajo condiciones climáticas claras, se puede vislumbrar el Lago de Maracaibo hacia el noroeste. Uno de los accesos para alcanzar la base de la montaña es a través de la Reserva del Cóndor en el valle de Mifafí, el cual tiene en cautividad algunos especímenes del gran cóndor andino.

## Historia
El Piedras Blancas se asienta sobre un prominente macizo de granito estaría inicialmente carente incluso de nombre. Existen indicios de que los habitantes nativos que lo percibían lo designaban como «Misamán». Los primeros colonos españoles que lo avistaron desde los páramos andinos acabarían heredándole el nombre actual de Piedras Blancas. El motivo de su nombre aún no se ha aclarado, especialmente en vista de que es un macizo predominantemente de color gris. A una altitud de 4,737 metros (15,541 pies), el Pico Piedras Blancas Carece de glaciares blanquecinos. Aun así, es posible que las nevadas estacionales cubran brevemente sus flancos de blanco y de allí su nombre.
No existen reportes oficiales del primer ascenso al Pico Piedras Blancas. El cartógrafo Venezolano Alfredo Jahn, encargado de las investigaciones geográficas, botánicas y de geodesia de la cordillera de los Andes, escaló todos los vecinos del Piedras Blancas entre 1910 y 1911. Es posible que Jahn haya escalado también el Piedras Blancas pero no hay reportes de ello, del mismo Jahn ni de sus colegas.

## Ubicación
Pico Piedras Blancas se encuentra ubicado a 35 km (22 mi) al nordeste de la ciudad de Mérida, la ciudad capital del Estado. Pico Piedras Blancas está en cercana proximidad al Alto de Mucumamó, Pico Los Nevados y Pico El Buitre. Todos de ellos rodean un valle de gran altitud localizado en el corazón de la Sierra La Culata, a aproximadamente 4200 metros sobre el nivel de mar. En los mapas topográficos se le conoce a esta región como Hoyo Negro.

## Elevación
En el pasado se obtuvo una medida de altitud de 4762 metros. La medida fue obtenida por datos del topógrafo Venezolano Alfredo Jahn en 1910, y luego corregida en 1951. Esta última medida fue confirmada en 2002 con el uso de GPS.

## Geología
El Pico Piedras Blancas se encuentra sobre el Päramo de Piedras Blancas, que es la región de elevada altitud más extensa del nordeste de los Andes Venezolanos, entre la quebrada de Mifafi y la Quebrada Piedras Biancas.
La geología es precuaternaria con terrenos subyacentes precámbricos cubiertos por metasedimentos rocosos del paleozóico superior, modificados por la granodiorita de El Carmen, una de las masas graníticas de mayor tamaño características de Los Andes Centrales Venezolanos.

## Ascenso
Como es el caso del ascenso a cada montaña venezolana, es requerido obtener permiso del Instituto Nacional de Parques. Aun cuando existe una oficina del Instituto «Inparques» en Mifafí, no es un punto autorizado para dar permisos de ascenso a Piedras Blancas. Antes de subir al Piedras Blancas se obtiene permiso previamente en el centro principal de Inparques de la ciudad de Mérida.
Aun cuando el Pico de Piedras Blancas es la montaña más alta de la Sierra La Culata, no es tan frecuentemente escalada como el Pico Pan de Azúcar, el cual se encuentra en la misma cordillera de La Culata y es también una de las cumbres más altas de la Sierra Nevada de Mérida. Piedras Blancas puede ser escalado con mayor facilidad durante la estación seca, de octubre a marzo.
La ruta más frecuente es a través del lado oriental del macizo. Los accesos principales son dos: una por la población de La Toma y la otra por el valle de Mifafí.

### La Toma
Desde la carretera Trasandina se llega a la población de La Toma, a tres kilómetros al este de la ciudad de Mucuchíes. Desde este caserío se sigue una carretera parte del cual es concreto y parte tierra a orillas de la quebrada La Toma, que es tributaria del río Chama. El camino es frecuente para el uso de ciclismo de montaña y termina en un punto de coordenadas aproximadas 8°48′13″N 70°54′29.6″O / 8.80361, -70.908222.

### Valle de Mifafí

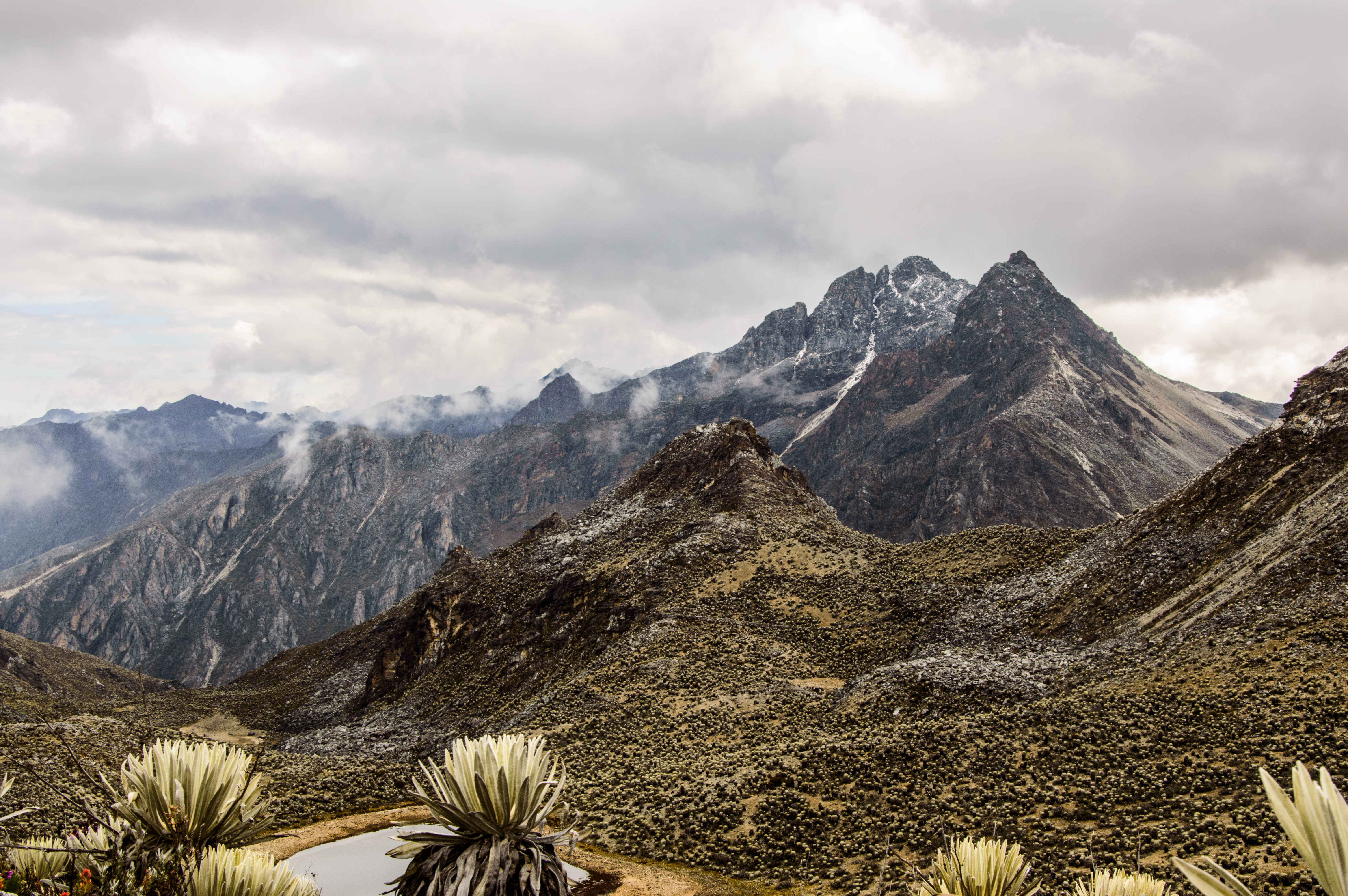
Valle de Mifafí visto desde el Pico Piedras Blancas en el Parque nacional Sierra de la Culata

La ruta más frecuente al Piedras Blancas es a través de la estación biológica del cóndor a 4125 m s. n. m., en el valle de Mifafí, a pocos kilómetros de Pico El Águila y no muy lejos de Casa de Gobierno en el carretera Trasandina. Este punto es relativamente aislado pero muy transitado por la actividad biológica relacionada al cóndor andino y lo cercano al contacto humano con el impactante ave. En este punto es posible rentar guías que conducen a breves paseos por el páramo andino de Mifafí sobre mulas o a caballo.

#### Campamento Base
Desde la Reserva del Cóndor se sigue un camino de tierra suave en dirección al punto conocido como “cerro el Domo”, que es un elevado rocoso a orilla del camino y a unas 3 horas a pie. Este es un sitio frecuente de acampamento para alpinistas de poca experiencia y no aclimatados a la altura o que bien hayan comenzado la ruta a una hora muy tarde. Desde “el Domo” se sigue otras 3 horas de camino hasta el campamento base, llamado también “base del Piedras Blancas” en el alto de Mifafí.
Dos puntos de referencia de una ruta exitosa son unas ruinas de una muralla de piedras y una laguna ambas en la base de Piedras Blancas. El ascenso a Piedras Blancas se hace rodeando la laguna.